# 台東区立東泉小学校
台東区立東泉小学校（たいとうくりつ とうせんしょうがっこう）は、東京都台東区三ノ輪1丁目にある公立小学校。

## 沿革
- 1888年（明治21年）5月10日 - 東京府北豊島郡竜泉寺村112番地に公立東盛小学校として開校。
- 1923年（大正12年）9月1日 - 12時頃に発生した関東大震災により、校舎全焼。天幕授業後、仮校舎へ移転。
- 1929年（昭和4年）
  - 5月6日 - 復興本建築校舎竣工。
  - 9月27日 - 落成式挙行。
- 1941年（昭和16年）4月 - 国民学校令により、東京市東盛国民学校と改称。
- 1943年（昭和18年）7月1日 - 東京府と東京市が統合した東京都発足（東京都制施行）により、東京都東盛国民学校と改称。
- 1944年（昭和19年）8月15日 - 戦局の悪化により、男子が福島県喜多方へ、女子が福島県熱塩へ、それぞれ疎開。
- 1946年（昭和21年）4月1日 - 竜泉国民学校を統合し、東京都東泉国民学校と改称。
- 1947年（昭和22年）
  - 1月 - 学校給食開始。
  - 4月1日 - 学制改革により、東京都台東区立東泉小学校と改称。
- 1948年（昭和23年） - PTA発足。
- 1953年（昭和28年）8月4日 - プール竣工。
- 1958年（昭和33年）5月10日 - 給食室改築。
- 1977年（昭和52年）4月1日 - 東泉幼稚園併設。
- 1978年（昭和53年）
  - 3月30日 - 講堂改修。
  - 8月31日 - 教室内装と校庭改修。
- 1979年（昭和54年）
  - 4月5日 - 給食室増改築工事。
  - 9月1日 - 保健室改修。講堂電気設備とヘッドエンド装置取付。
- 1981年（昭和56年）9月1日 - 屋上花壇改修。職員室内装・会議室床改修。事務室改修。
- 1987年（昭和62年）
  - 4月1日 - 東泉幼稚園休園。
  - 7月1日 - 校舎改築のため、仮設校舎へ移転。
- 1987年（昭和62年）9月1日 - 新校舎へ移転。同日から、屋上プールの使用も開始。
- 1988年（昭和63年）2月9日 - 新校舎落成記念式典挙行。
- 1999年（平成11年）
  - 9月1日 - 屋上再舗装及びフェンス設置。
  - 9月28日 - パソコン設置。
- 2003年（平成15年）3月 - パソコン設置。
- 2007年（平成19年）8月 - パソコン室を設置し、パソコンの入れ替え実施。
- 2016年（平成28年）9月1日 - 体育館に冷暖房設置。

## 通学区域
東京都台東区教育委員会によって指定されている東泉小学校の通学区域は、以下の通り。
- 三ノ輪一丁目（全域）
- 三ノ輪二丁目（全域）
- 竜泉二丁目（20番）
- 竜泉三丁目（全域）
- 日本堤二丁目（36番-39番）
- 根岸五丁目（16番-25番）

## 進学先中学校
公立中学校に進学する場合は次の1校が東京都台東区教育委員会により指定されている。
- 台東区立柏葉中学校

## アクセス
- 東京メトロ日比谷線三ノ輪駅（出口）から、徒歩約125m・約2分。
- 台東区コミュニティバス「めぐりん」で、
  - 「北めぐりん（浅草回り・根岸回り）」の「三ノ輪駅（三ノ輪福祉センター前）」バス停下車後、約165m・約2～3分。
  - 「ぐるーりめぐりん」の「三ノ輪駅」バス停下車後、徒歩約240m・約4分。
    - 「めぐりん」の停留所は学校敷地までの直線距離では近いが、校門（正門）と道路の位置関係で、若干の遠回りとなる。
- 都営バス「草43」・「草63」の各系統で、「三ノ輪駅」バス停下車後、
  - 6番のりばから、徒歩約240m・約4分（国道4号線を跨ぐ横断歩道橋経由）。
  - 7番のりばから、徒歩約170m・約3分。
    - なお、都営バス「三ノ輪駅」停留所の「1番のりば」から「5番のりば」からは、若干距離が延びる。

## 周辺
- 東泉こどもクラブ - 同一建物内
- 台東区立東盛公園 - 敷地が隣接
- 寿永寺 - 台東区道をはさんで、敷地が隣接。
- 浄土宗正覚山梅林寺（下谷七福神布袋尊） - 台東区道をはさんで、敷地が隣接。
- 東京都道306号王子千住夢の島線（明治通り）
- 東京メトロ日比谷線三ノ輪駅
- 台東区三ノ輪福祉センター
- 東三ノ輪町会会館
- 三ノ輪児童遊園
- このほか、中小規模のマンション・アパートなども点在する。